# Порхов
Порхов (на руски: Порхов) е град в Русия, Псковска област, административен център на Порховски район.
Включен е в състава на Сребърния пръстен на Русия.
Населението на града към 1 януари 2018 година е 8743 души.